# Rajania pilifera
Rajania pilifera är en enhjärtbladig växtart som beskrevs av Ignatz Urban. Rajania pilifera ingår i släktet Rajania och familjen Dioscoreaceae.
Artens utbredningsområde är Haiti. Inga underarter finns listade i Catalogue of Life.